# Ubi primum (Pius IX., 1847)
Ubi primum ist eine Enzyklika von Papst Pius IX. über die Disziplin der Religiosen. Die Enzyklika wurde am 17. Juni 1847 veröffentlicht. Sie ist an die Ordensoberen in der katholischen Kirche gerichtet.

## Über die Orden
Ausgehend von den Mitgliedern der Ordensgemeinschaften führt Pius IX. aus, dass unter jenen immer schon Menschen mit herausragenden Gaben gewesen seien. „Entflammt mit brennender Liebe zu Gott und der Welt, als leuchtende Beispiele für Engel und Menschen“, wünschten sie nichts mehr, als sich Tag und Nacht der Betrachtung hinzugeben und Leiden zu erdulden, um Christus ähnlich zu werden. Auch verbreiteten sie den katholischen Glauben und lehrten, unerschrocken für ihn einzutreten, in dem sie bereitwillig Bitterkeiten, Folter und Strafe auf sich nahmen. Um den Wilden das Evangelium bringen zu können, waren sie sogar zur Hingabe ihres eigenen Lebens bereit.
Aus diesem Grunde, fährt Pius IX. fort, taten die Kirchenväter und die Kirchenlehrer recht daran, das Lob dieser Menschen zu preisen, die nach evangelischer Vollkommenheit strebten. Obwohl die Vorgängerpäpste den Orden stets Achtung, Respekt und ihren Schutz entgegengebrachten, seien sie doch dessen eingedenk gewesen, dass „ein Feind heimlich seine Kreise um den Weizen zog“ und „kleine Füchse die blühenden Weinranken zerstörten“. So hätten sie ihre Aufmerksamkeit verstärkt dem zugewandt, was die Ernte bedrohen könne. Unter diesen Vorgängerpäpsten hebt Pius IX. beispielhaft Klemens VIII., Urban VIII., Innozenz X., Alexander VII., Klemens IX., Innozenz XI., Innozenz XII., Clemens XI., Pius VII. und Leo XII. hervor, die entsprechende Dekrete und Konstitutionen erließen.

## Exhortatio zur geistlichen Erneuerung und Beachtung der Ordensregeln
In Anlehnung an eine Stelle aus dem Buch Ezechiel (Ez 34,16 ) führt Pius IX. Bestrebungen zur geistlichen Erneuerung der Ordensmitglieder aus. Wiewohl es viele gebe, die ihrer heiligen Berufung gewahr seien, die tugendhaft den Fußspuren ihrer Gründer folgten und die Mühen des Dienstes auf sich nähmen, so vergäßen doch einige Beruf und Rang und entfernten sich weit von dem, was sie einst umfangen hätten. Dadurch fügten sie ihren Ordensgemeinschaften großen Schaden zu, da sie sich vor den Gläubigen den Anstrich der Frömmigkeit gäben, tatsächlich aber der Heiligkeit, dem guten Ruf ihres Standes und ihren Gelübden durch Leben und Sitten widersprächen.
Pius IX. bringt abschließend die Hoffnung zum Ausdruck, die Beachtung und Erneuerung der Regel werde zur Sicherheit und zum Gedeihen der Ordensfamilien beitragen und fleißige und unablässige Arbeiter hervorbringen, die „den Weinberg des Herrn bepflanzen“. Aus diesem Grunde kündigt der Papst die Einrichtung einer Kongregation für die Religiosen an.